# Neum

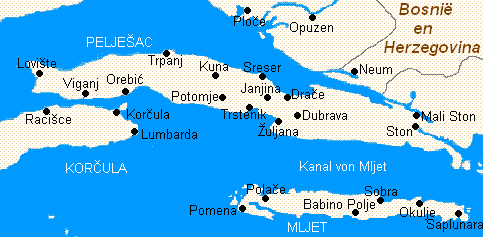
Kaart van de omgeving van Neum

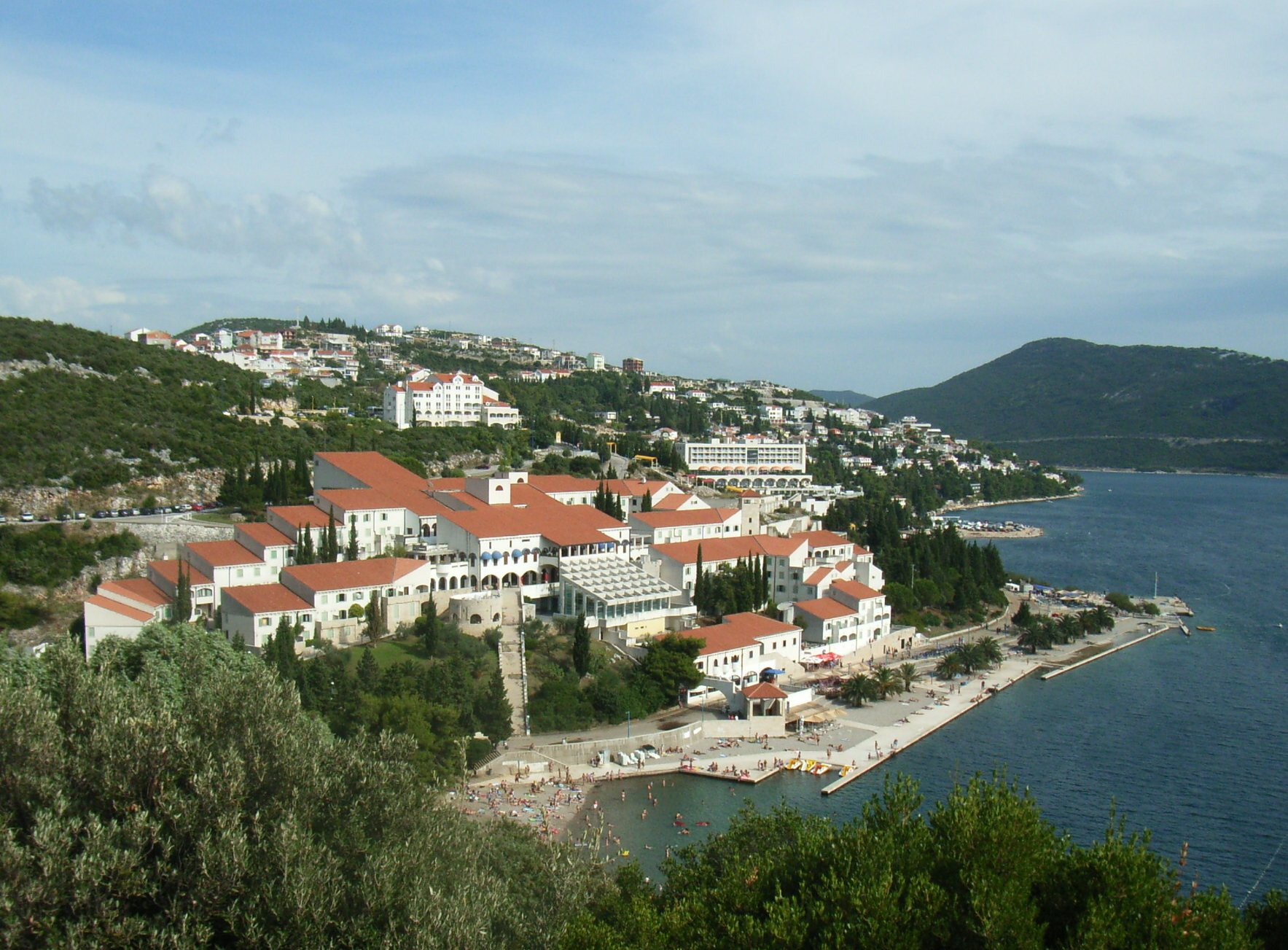
Hotelcomplexen aan zee

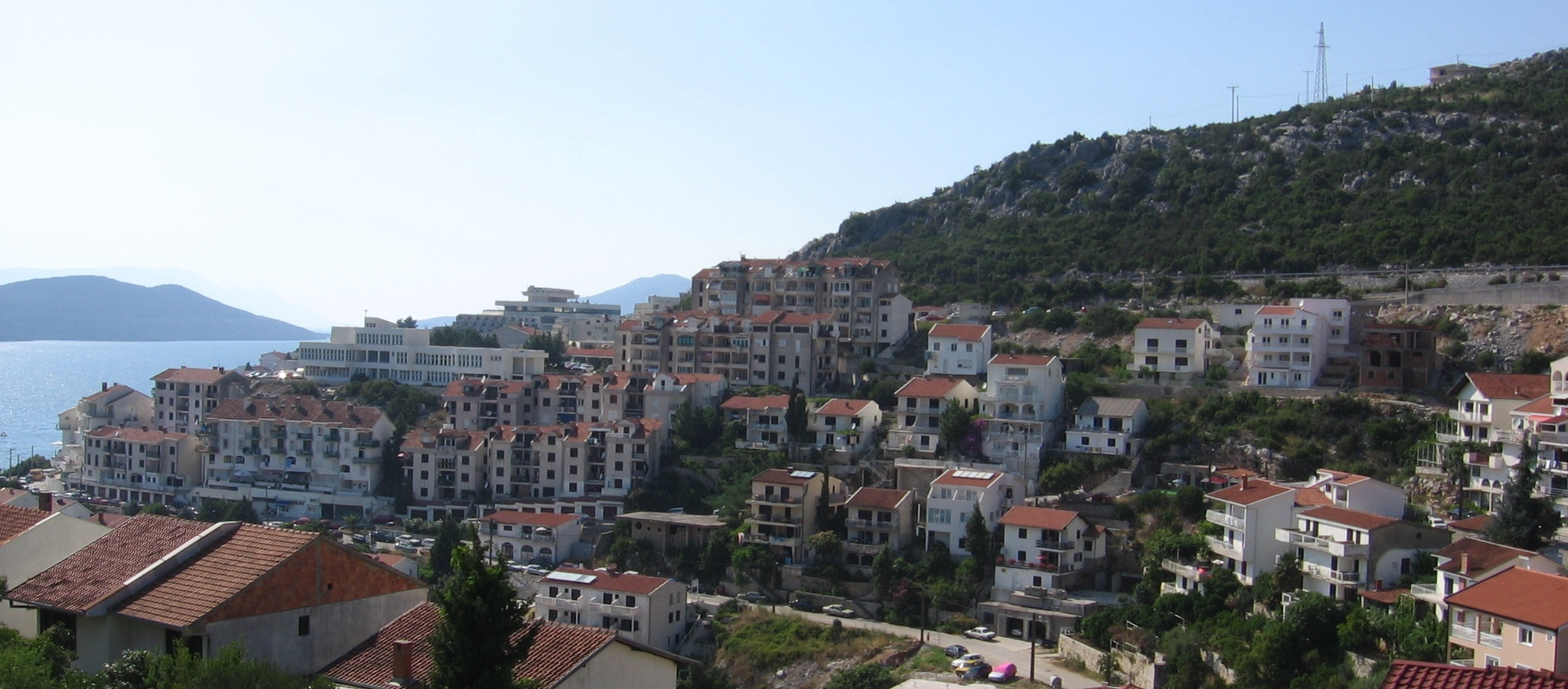
De steile heuvels van Neum. Bovenaan loopt de doorgaande weg

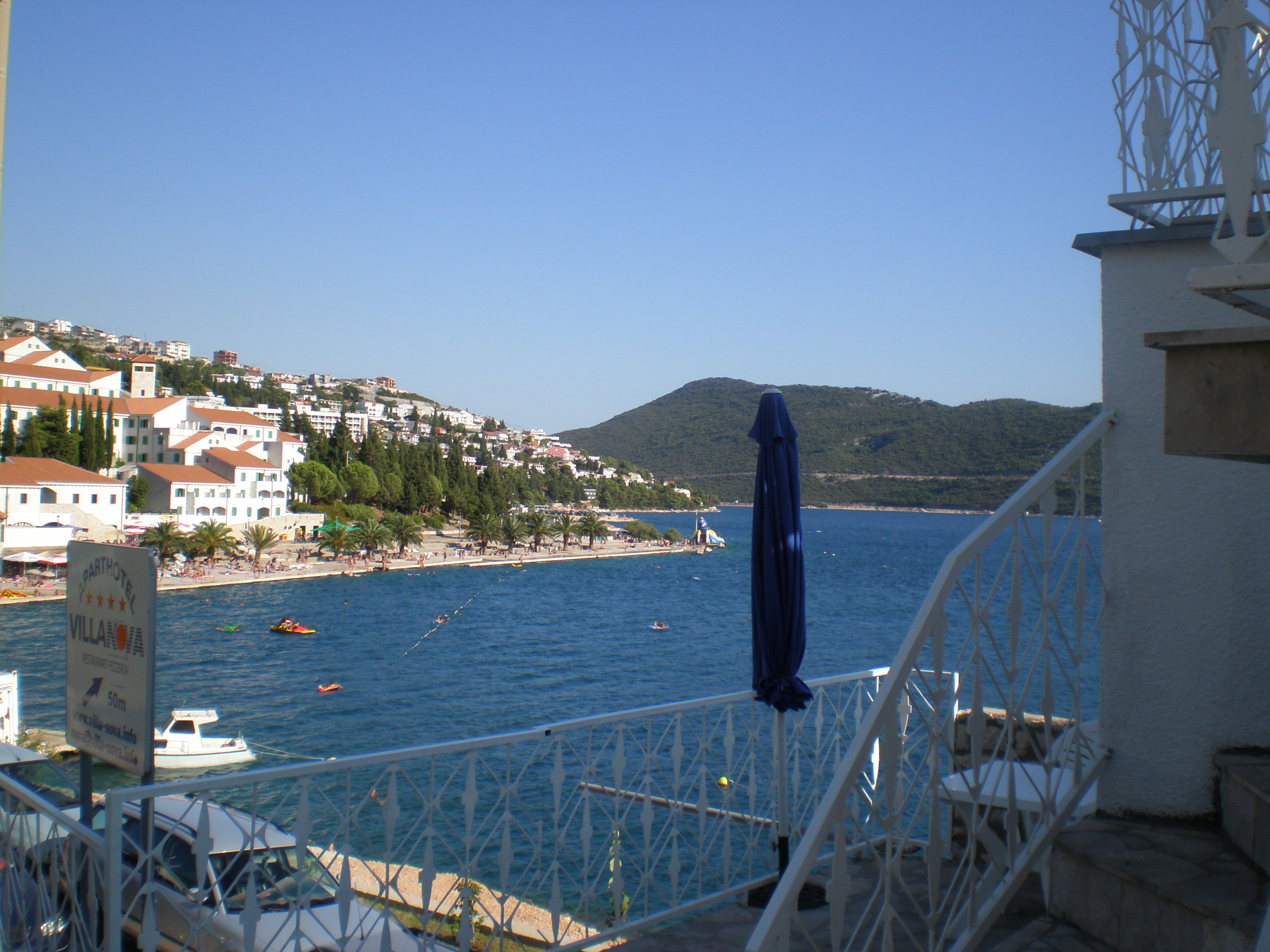
Links het strand van Neum, rechts het groene Neumse schiereiland

Neum (Servisch: Неум) is een dorp en gemeente in Bosnië en Herzegovina. Het heeft rond de 4200 inwoners en is het enige dorp in Herzegovina dat aan de Adriatische Zee ligt. De corridor waarin Neum gelegen is, scheidt het gebied rondom Dubrovnik van de rest van Kroatië. De doorgaande weg die door Neum loopt, was lange tijd de enige directe verbinding tussen deze twee delen van het Kroatische vasteland, tot in 2022 de Pelješacbrug door Kroatië werd geopend. De Bosnische wateren voor Neum grenzen niet aan de internationale wateren, aangezien de Kroatische territoriale zee ervoor ligt.

## Geschiedenis
Bij de Vrede van Karlowitz van 26 januari 1699 werden twee kleine grensgebieden in het noordwesten en in het zuidoosten van de toenmalige Republiek Dubrovnik geschonken aan het Ottomaanse Rijk, om op die manier te voorkomen dat de Republiek Venetië – in die tijd de grootste bedreiging voor Dubrovnik – via land Dubrovnik kon aanvallen. Als gevolg van dit verdrag maakt Neum (in het noordwestelijke overgedragen gebied) tegenwoordig nog steeds deel uit van Bosnië en Herzegovina en niet van Kroatië, hoewel het dorp tijdens de Tweede Wereldoorlog korte tijd bij Kroatië werd ingelijfd.
In de herfst van 1991, aan het begin van de Bosnische Oorlog, braken er ernstige gevechten uit rond het dorp Ravno, dat deel uitmaakte van de gemeente Neum. Vervolgens breidden de gevechten zich over het hele gebied uit. Tijdens de oorlog viel Neum onder het gebied dat door de Kroatische Republiek Herceg-Bosna gecontroleerd werd. Bij het Verdrag van Dayton werd het bij de Moslim-Kroatische Federatie ingedeeld. In 1996 behoorde het grootste deel van de gemeente Neum tot het kanton Herzegovina-Neretva. In 1998 werd ook voor Ravno besloten dat het van dat kanton deel zou gaan uitmaken.

## Geografie
Neum scheidt, zoals vermeld, het vasteland van Kroatië in twee delen. Doorgaand verkeer tussen deze twee delen moet dus twee grensposten passeren. Door de grillige vorm van de kust meet de kustlijn circa 24,5 kilometer, terwijl de afstand tussen de twee grensposten hemelsbreed circa negen kilometer is. De doorgaande route (E65) zorgt voor veel verkeer door het dorp.
Het strandgedeelte van het dorp Neum ligt onderaan de steile heuvels en staat dankzij deze heuvels min of meer los van de doorgaande weg. Het dorp ligt in de bocht van een langwerpige baai; ertegenover ligt een vrijwel onbewoond schiereilandje dat ook tot Bosnië en Herzegovina behoort. Vanaf de andere kant van dat schiereiland is de kust van het Kroatische Pelješac nabij.
Neum is het enige dorp in Bosnië en Herzegovina dat aan zee ligt en een van de twee dorpen binnen twee kilometer van de kust. Ook het tot Neum behorende gehucht Broćanac ligt vlak bij de kust. Deze twee plaatsen worden door steile bergen van de Dinarische Alpen van de rest van de gemeente Neum en het land gescheiden. Een smalle bergweg naar Stolac is de enige directe wegverbinding tussen Neum en de rest van Bosnië en Herzegovina. Het doorgaand verkeer richting de rest van het land moet dan ook via Kroatië; Mostar is via Metković (E73) te bereiken.

## Demografie
De overgrote meerderheid van de bevolking van het dorp en de gemeente Neum is Kroatisch en rooms-katholiek. In het straatbeeld zijn veel Kroatische en amper Bosnische symbolen te bespeuren en ook het gemeentewapen bestaat uit Kroatische symboliek.
In 1971 en 1991 zijn er volkstellingen gehouden. Vanwege de Bosnische Oorlog kunnen de huidige percentages afwijken. Er zijn geen huidige cijfers bekend, maar aangezien het gebied in de oorlog onder Bosnisch-Kroatische controle stond, is het aannemelijk dat het percentage Serviërs en Bosniakken verder gedaald is.

### Volkstelling 1971
In 1971 had de gemeente Neum 4781 inwoners:
- Kroaten - 4281 (89,54%)
- Serviërs - 224 (4,68%)
- Bosniakken - 218 (4,55%)
- Joegoslaven - 13 (0,27%)
- Overigen/gemengd - 45 (0,96%)

### Volkstelling 1991
In 1991 had de gemeente Neum 4268 inwoners:
- Kroaten - 3738 (87,6%)
- Serviërs - 209 (4,9%)
- Bosniakken - 196 (4,7%)
- Joegoslaven - 92 (2,1%)
- Overigen/gemengd - 33 (0,7%)

De plaats Neum had 1993 inwoners:
- Kroaten - 94%
- Serviërs - 3%
- Bosniakken - 2%
- Overigen/gemengd - 1%

De enige plaatsen in de gemeente zonder grote Kroatische meerderheid waren Gornje Hrasno (Servische meerderheid) en Rabrani (Bosniak-meerderheid).

## Economie
Hoewel Neum aan zee ligt heeft de plaats geen zeehaven. De zee zorgt dankzij het toerisme wel voor de meeste inkomsten. Er zijn zes grote hotels en veel privépensions, die toeristen trekken uit Midden- en West-Europa. Een andere belangrijke bron van inkomsten is het doorgaand verkeer dat door Neum trekt en in Neum inkopen doet omdat het prijspeil in Bosnië en Herzegovina wat lager is dan in Kroatië. In het binnenland begint het ecotoerisme zich te ontwikkelen.

## Gemeente Neum
Naast het dorp Neum behoren ook de volgende dorpen en gehuchten tot de gemeente Neum: Babin Do, Borut, Brestica, Broćanac, Brštanica, Cerovica, Cerovo, Crnoglav, Dobri Do, Dobrovo, Donji Drijen, Donji Zelenikovac, Dubravica, Duži, Glumina, Gornje Hrasno, Gradac, Hotanj Hutovski, Hutovo, Kiševo, Moševići, Prapratnica, Previš, Rabrani, Vinine en Žukovica.

## Neum-dispuut
Nadat de prefect van Dubrovnik-Neretva in 1997 had voorgesteld de Neum-corridor te omzeilen door een brug aan te leggen tussen Klek en het schiereiland Pelješac, nam de Kroatische regering dit plan in 2000 aan. Over deze Pelješacbrug zou het nog aan te leggen zuidelijke deel van de A1 komen te lopen. Bosnië en Herzegovina was hier geen voorstander, omdat een dergelijke brug de toegang voor zeeschepen tot Neum kon belemmeren. Daarnaast vreesde men voor de financiële consequenties als het doorgaande verkeer niet meer door Neum zou gaan. De onderhandelingen hierover werden gekoppeld aan de Bosnische wens om faciliteiten in de haven van Ploče te mogen beheren. De bouw ging toch door, en op 26 juli 2022 werd de brug officieel geopend.